# Les Requins Marteaux
Les Requins Marteaux (frz. Hammerhaie) ist ein französischer Comicverlag.
Der Verlag wurde 1991 von den Künstlern Guillaume Guerse, Marc Pichelin und Bernard Khatou in Albi gegründet. Ab 1996 erschien in unregelmäßigen Abständen die Zeitschrift Ferraille mit künstlerischen Comics aus dem Verlagsumfeld.
Seit 2003 ist der Zeichner Winshluss Verlagsleiter. 2009 gewann dessen Band Pinocchio den Preis für das beste Album beim Festival in Angoulême. Seit 2011 ist der Verlagssitz in Bordeaux.

## Künstler (Auswahl)
- Winshluss
- Blexbolex
- Lewis Trondheim
- Luz
- Willem
- Cizo
- Elizabeth Pich
- Anouk Ricard